# Siphonobrachia
Siphonobrachia is een geslacht van borstelwormen uit de familie van de Siboglinidae.

## Soorten
- Siphonobrachia ilyophora Nielsen, 1965
- Siphonobrachia lauensis Southward, 1991